# Laura Erber
Laura Erber (Rio de Janeiro, 1979) és una escriptora i artista visual brasilera. Va dirigir la pel·lícula Diário do Sertão (2003). Ha estat becada per Le Fresnoy (França) i l'Akademie Schloss Solitude (Alemanya). Les seves obres s'han exposat en nombrosos museus i centres d'art de Brasil i Europa. Des de 2007 col·labora amb l'artista Marcela Levi.

## Llibres publicats
- Insones (7Letras, 2002)
- Körper und tage (Merz-Solitude, 2006)
- Celia Misteriosa (Illusion d'optique & Villa Medici, 2007), en col·laboració amb Federico Nicolao i Koo Jeong-A
- Os corpos e os dias (Editora de Cultura, 2008)
- Vazados & Molambos (Editora da casa, 2008)
- Bénédicte vê o mar (Editora da casa, 2011)
- Ghérasim Luca (EdUERJ, 2012)
- Esquilos de Pavlov (Alfaguara, 2013)
- Bénédicte não se move (E-Galaxia, 2014)

## Premis i reconeixements
- Premi Nova Fronteira a la millor adaptació lliure de l'obra de João Guimarães Rosa (Belo Horizonte, 2001)
- Le Fresnoy – Studio National des Arts Contemporains (França)
- Bolsa Vitae Artes (São Paulo)
- Akademie Schloss Solitude (Alemanya)
- Vlaanderen Pen Center (Bèlgica)
- Prefeitura de Paris / Le Recollets (França)
- Batiscafo / Triangle Arts (Cuba)
- Consell de les Arts de Dinamarca